# Kalchstätten
Kalchstätten ist ein Weiler in der Schweizer Gemeinde Guggisberg und liegt auf 1024 m ü. M. zwischen Riedstätt und dem Hauptort Guggisberg.

## Geschichte
Kalchstätten wurde im 15. Jahrhundert unter dem Namen «Castelstetten» erstmals urkundlich erwähnt.
Koordinaten: 46° 46′ N, 7° 19′ O; CH1903: 590498 / 180262